# Elektrická přenosová soustava

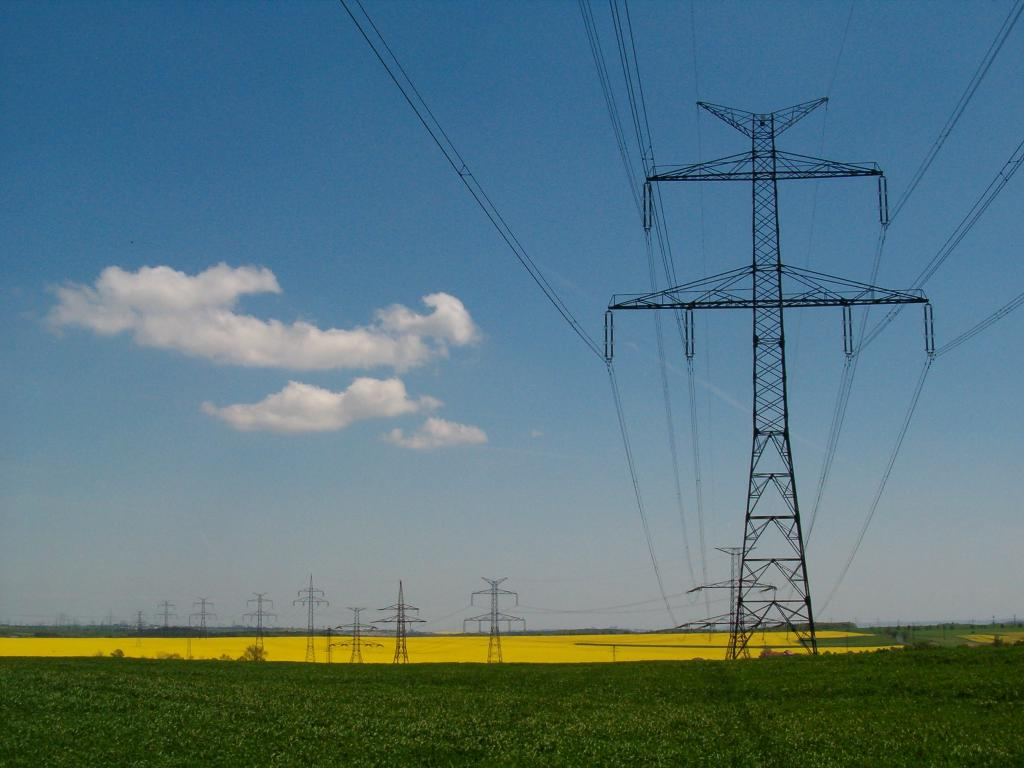
Nadzemní elektrické vedení přenosové soustavy

Elektrická přenosová soustava slouží pro přepravu elektrické energie na dlouhé vzdálenosti, z míst výroby v elektrárnách do míst spotřeby pomocí nadzemního nebo podzemního vedení. Pro minimalizaci ztrát probíhá přenos střídavého proudu za použití transformátorů na hladině zvláště vysokého napětí. Pro velké vzdálenosti nebo propojení odlišných přenosových soustav je využíván stejnosměrný proud (HVDC), který má ovšem vyšší náklady na infrastrukturu. 
Místní rozvody elektřiny ke koncovým spotřebitelům (domácnosti, firmy) zajišťuje elektrická distribuční soustava, kterou spravuje distributor elektrické energie. Dodavatel elektřiny je firma, která elektrickou energii nakupuje na energetické burze a následně prodává spotřebitelům.

## Situace v Česku
V České republice je napětí v přenosové soustavě většinou 400 kV, při velkých přenosových vzdálenostech (Rusko, Čína) je využíváno přenosové napětí až 1,1 MV. Přiblíží-li se vedení k místům spotřeby (typicky městům), dochází k postupnému snižování napětí (nejprve na 22 kV) a z přenosové soustavy (v ČR spravované státní firmou ČEPS) se stává distribuční soustava. Ta disponuje kratšími vedeními o nižších napětích a spravují ji jednotliví distributoři. Distribuční soustava v ČR je rozdělena do tří území, která jsou pod správou tří distribučních společností – ČEZ Distribuce (největší území, sever a střed Čech i Moravy), PREdistribuce (hlavní město Praha) a E.ON Distribuce (jih ČR).

## Fungování přenosové soustavy

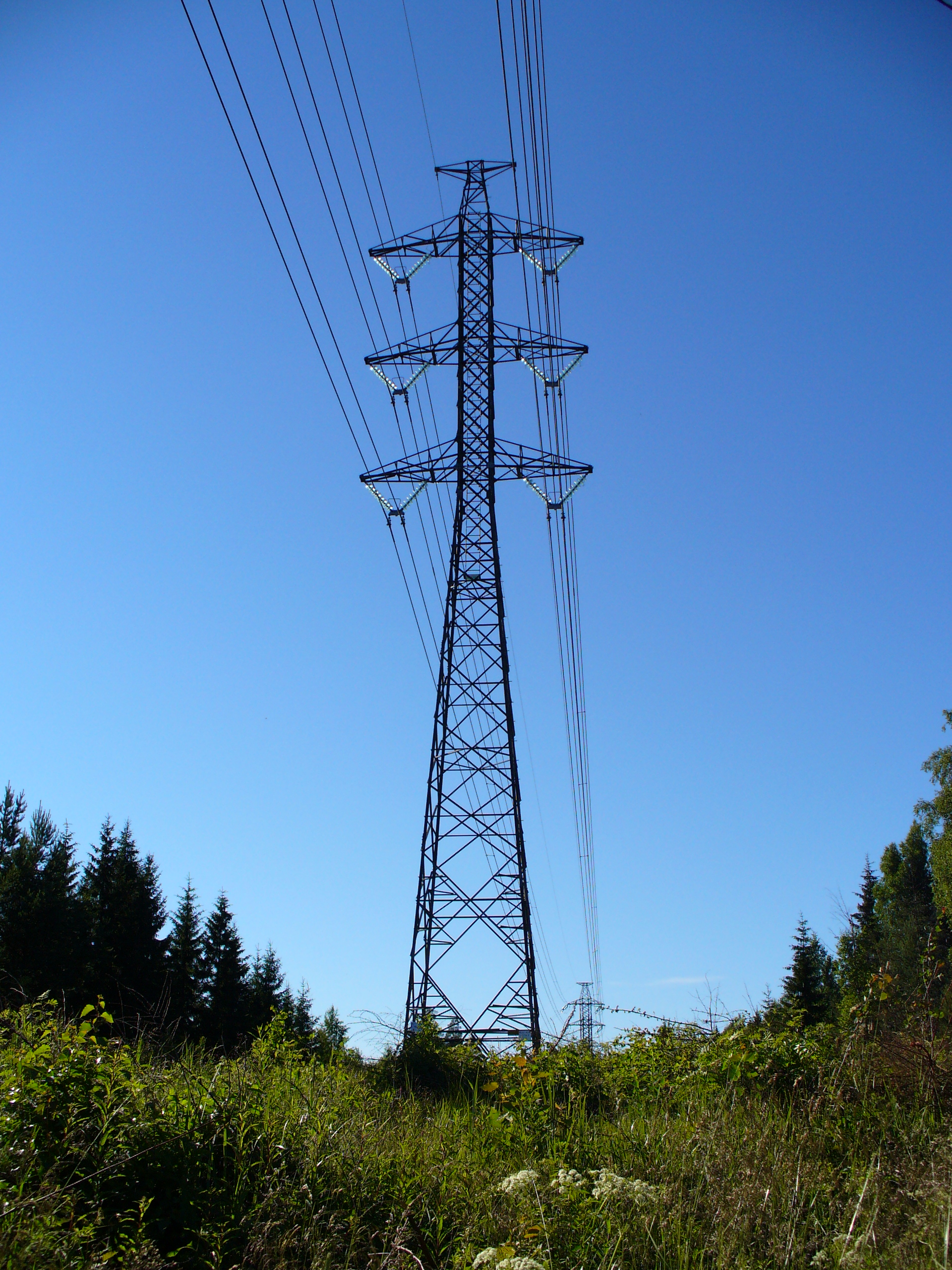
Část přenosové soustavy ve Finsku

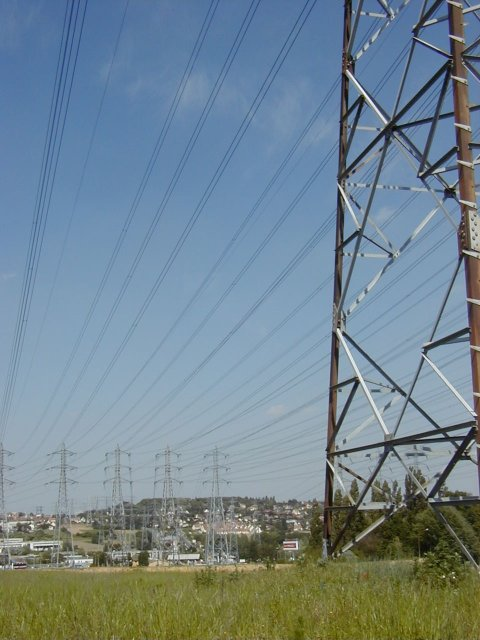
Část přenosové soustavy ve Francii

Elektřina je vyráběna v elektrárnách pomocí alternátorů, které produkují trojfázový střídavý proud o výstupním napětí typicky v rozmezí 6 – 25 kV. Například generátory malé vodní elektrárny Štětí vyrábějí elektrickou energii o napětí 6,3 kV, většina uhelných elektráren v Česku generuje přibližně 15 kV, vodní elektrárna Xiangjiaba v Číně má na výstupu 23 kV a generátory JE Temelín produkují napětí 24 kV. Při výkonu elektrárenských bloků řádově stovek megawattů pak z alternátoru teče elektrický proud v řádu desítek tisíc ampérů. 
Aby byl přenos elektřiny na velké vzdálenosti úsporný, musely by se používat vodiče o velkém průřezu (tím se snižuje odpor a zároveň i přenosové ztráty ve vedení způsobené ohříváním vodiče), avšak to by bylo velmi drahé. Proto je pro přenos na velké vzdálenosti výhodnější použít vyšší napětí, kdy pro přenesení stejného elektrického výkonu postačí přímo úměrně menší proud. Výhodné je, že ztráty ve vedení jsou přímo úměrné druhé mocnině protékajícího proudu, takže zvýšíme-li napětí dvakrát, poklesnou ztráty čtyřikrát (tj. zvětšíme-li napětí desetkrát, sníží se ztráty stokrát).
Napětí alternátoru se zvyšuje na vyšší přenosové napětí vyráběného výkonu pomocí tzv. blokových transformátorů, umístěných zpravidla přímo v areálu elektrárny. Za přenosová napětí se obvykle ve světě považují hodnoty nad 110 kV, ale jsou provozována i vedení s napětím nad 1 MV, jmenovitá přenosová napětí naší přenosové sítě jsou obvykle 220 kV a 400 kV. Na výstupu z přenosové soustavy jsou zařazeny transformátory dodávající elektřinu do distribuční soustavy, snižující napětí na jmenovité napětí distribuční sítě, což je v ČR obvykle 110 kV.
Přenosovou soustavu tvoří především soustava dlouhých nadzemních vedení zvláště resp. velmi vysokého napětí, dále pak transformátory, odpojovače, odpínače, vypínače, proudové a napěťové ochrany, kompenzační prvky (synchronní kompenzátory, tlumivky, kondenzátorové baterie) a systémy řízení a regulace činných a jalových výkonů dodávaných do sítě. Cílem řízení sítě je udržení standardních parametrů dodávané energie, především dodržení jmenovité frekvence (v Evropě 50 Hz) a jmenovitého proudu i napětí a také nepřerušená dodávka energie ke spotřebiteli, daná tzv. bezpečností provozu.
Elektrická energie je výjimečná tím, že je v celé síti nutné zajistit rovnováhu mezi její okamžitou výrobou a spotřebou. Elektrickou energii je totiž obtížné skladovat (náhradou skladů jsou např. přečerpávací vodní elektrárny). Pokud spotřeba výrazně přesáhne výrobu, dochází k poklesům napětí a frekvence, pokud naopak výroba výrazně přesáhne spotřebu, dochází k nárůstům napětí a frekvence, a tím pádem může docházet k poškozování rozvodné sítě a napájených spotřebičů. Frekvence sítě je globální parametr (stejná v celé propojené síti) a napětí sítě je lokální parametr (různý v každé uzlu sítě). Kvůli energetické efektivitě soustavy je navíc potřebné udržet nízký fázový posuv mezi napětím a proudem, tzv. účiník, což vyžaduje zařazení zvláštních kompenzačních prvků dodávajících do soustavy tzv. kompenzační výkon.
Na začátku 21. století dochází k rozvoji využití stejnosměrných přenosových soustav (HVDC), které eliminují kapacitní ztráty, a pro stejný přenášený výkon zabírají vedení menší prostor. Otázkou budoucnosti je využití supravodivých materiálů pro přenos elektřiny.
Mezinárodní agentura pro energii varuje, že je nedostatečné úsilí v posilování národní i mezinárodní přenosové soustavy, takže při budoucím nárůstu spotřeby elektrické energie nebude soustava stačit.

## Výpadky přenosové soustavy

Mapa světa se síťovými napětími a frekvencemi

Potíže v přenosové soustavě bývají jednou z příčin rozsáhlých výpadků dodávky elektrické energie. Důvodem je zpravidla celkové přetížení soustavy, způsobené např. poškozením důležitých venkovních vedení působením nepříznivých přírodních podmínek (námraza či vítr). Zařízení přenosové soustavy jsou proto vybavena pojistnými prvky, které zajistí odpojení vybraných odběratelů v případě, že by hrozil rozpad sítě vlivem jejího přetížení. Pokud by se tak nestalo, je zde reálná možnost tzv. kaskádového šíření poruchy – po selhání přetíženého vedení vzroste přetížení zbytku sítě, jsou postupně odpojeny další a další prvky sítě, případně až po zcela nežádoucí rozpad celé přenosové soustavy. Z ekonomických důvodů je vhodné, pokud to je možné, odpojovat nejprve ty odběratele, kde výpadek napájení způsobí nejmenší hospodářské škody (tzv. odpínací plán).
Na správné funkci přenosové soustavy závisí i výroba elektrické energie, většina elektráren potřebuje ke svému provozu elektrickou energii dodávanou z elektrorozvodné sítě nebo elektřinu, kterou si elektrárna sama přímo pro sebe vyrábí (tzv. vlastní spotřebu), např. pro generaci tzv. stejnosměrných budících proudů, napájejících vinutí rotorů alternátorů. V tepelných elektrárnách je elektrická energie bezpodmínečně nutná k provozu palivových kulových mlýnů, dmychadel, pásových dopravníků paliva a dalších pomocných technologických celků. V jaderných elektrárnách je elektrická energie bezpodmínečně nutná k provozu čerpadel vody chladicí jaderný reaktor, jakožto kritického faktoru bezpečnosti provozu jaderné elektrárny. V případě kompletního výpadku elektrické sítě (blackout) je tak obnova jejího provozu postupný proces, kdy se nejprve spustí vnější energetické zdroje, které jsou schopny fungovat bez dodávky elektrické energie ze sítě a takto získaný výkon se pak použije ke spuštění elektráren (tzv. start ze tmy) a následně se postupně k síti připojují jednotliví odběratelé.

## Přenosová soustava v České republice

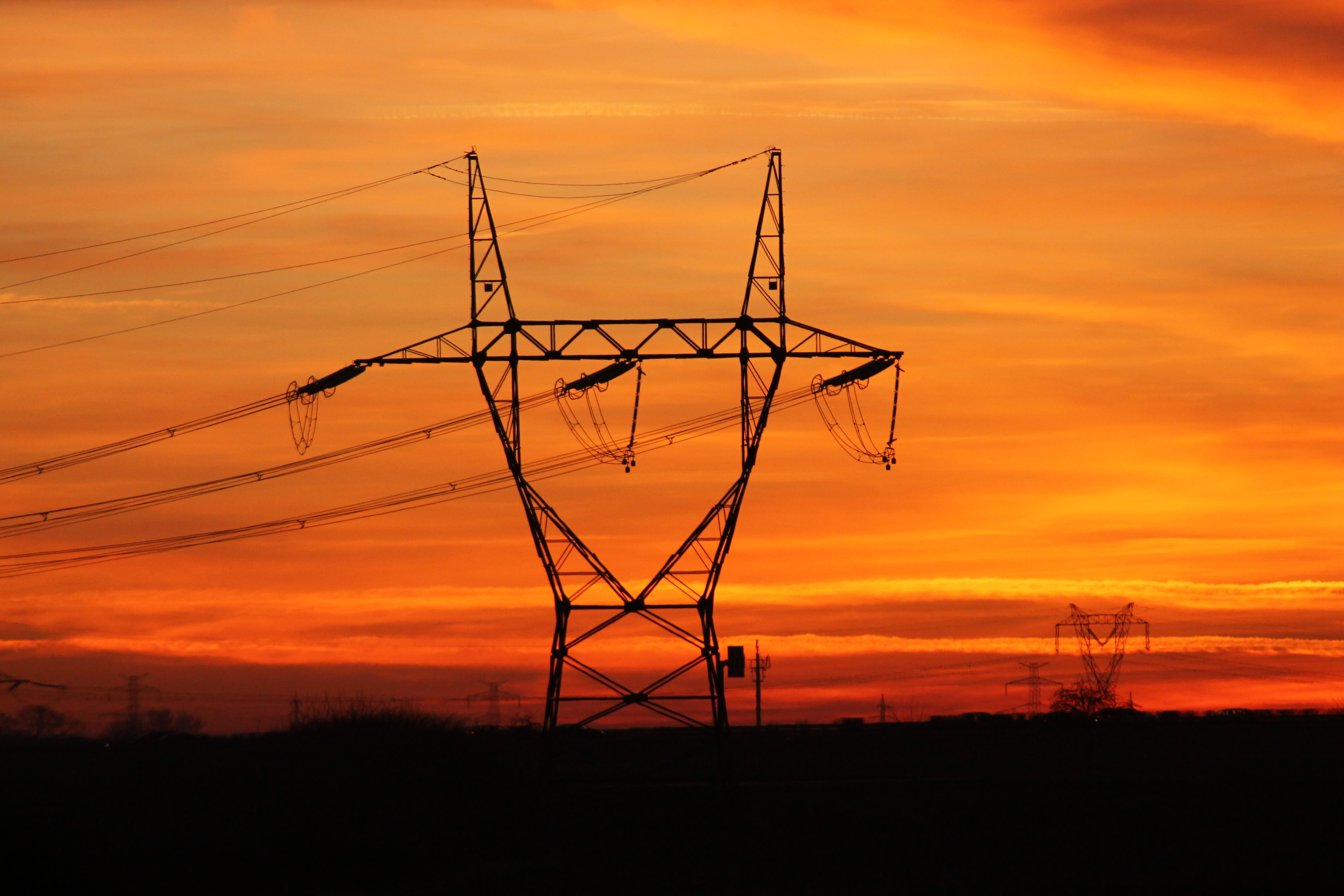
Stožár elektrického vedení přenosové soustavy u Prahy

Přenosová soustava byla na území ČR vybudována v 1. polovině 20. století mezi roky 1918–1945. Jako první bylo v roce 1926 vybudováno vedení 110 kV (tehdy 100 000 V) z dnes již zaniklých Ervěnic u mostecké uhelné pánve do Prahy, které v mnoha případech procházelo kolem dosud neelektrifikovaných vesnic. Po roce 1945, kdy byly budovány nadřazené sítě 220 kV a 400 kV byla původní 110 kV síť zahušťována a ztratila svůj páteřní charakter.
Československo propojilo svou přenosovou soustavu s dalšími zeměmi RVHP v roce 1962. Vzniká tak Centrální dispečerská organizace propojených energetických soustav (CDO) se sídlem v Praze (Jungmannova 29). 
Přenosovou soustavu v České republice provozuje státní společnost ČEPS, a. s., původně vyčleněná ze státní společnosti ČEZ, a. s. Síť tvoří vedení zvláště resp. velmi vysokého napětí  400 kV resp. 220 kV, vybraná vedení 110 kV a padesát transformačních stanic. Mezinárodně je síť šestnácti vedeními propojena se sítěmi dalších členů ENTSO-E (Evropská síť provozovatelů přenosových soustav elektřiny). V roce 2006 se přenášený výkon pohyboval od 4,9 GW do 11,4 GW (rekordní hodnota v zimní špičce).
ČEPS zajišťuje regulaci přenosové soustavy v rámci dispečerského řízení, mj. pomocí zdrojů, jako jsou vodní a přečerpávací elektrárny (Vrané, Štěchovice, Slapy, Orlík, Lipno (tzv. Vltavská kaskáda) nebo Dlouhé stráně či Dalešice).
Průběžně je přenosová soustava modernizována a posilována s ohledem na měnící se situaci. Kvůli Green Dealu, v rámci kterého je více decentralizovaných neřiditelných OZE zdrojů, je nutné investovat do dálkových tras, které umožňují udržet stabilitu sítě. Zatímco dříve to bylo do 10 miliard ročně, v roce 2023 je to ke 20 miliardám a náklady budou stoupat. Vše zaplatí koncoví zákazníci. V roce 2024 jsou odhadovány nutné investice do přenosové a distribuční soustavy na 400 až 500 miliard Kč. Od roku 2024 provozovatelé české elektroenergetické soustavy navýší roční investice o 38 % na 40 miliard Kč.

## Dispečerské řízení
Dispečerské řízení elektrizační soustavy probíhá na základě znalosti okamžitého provozního stavu elektrické sítě, sestávajícího se ze souboru dálkových měření okamžitých provozních parametrů soustavy (napětí v uzlech sítě, proudy a výkony tekoucích po větvích sítě) a okamžitých dálkových signalizací stavů spínacích prvků resp. odboček transformátorů soustavy (vypnuto/zapnuto resp. pozice) zobrazených v (off-line nakresleném) schématu elektrické sítě zobrazeném (v tzv. SCADA systému) na velkoplošných obrazovkách na velíně (dispečinku) soustavy, a to on-line přenášených ze soustavy do SCADA systému přes tzv. koncentrátor dat. Řízení pak spočívá v dálkovém povelování např. stavů spínacích prvků soustavy, přenášených ze SCADA systému do soustavy. Řízení elektrizační soustavy probíhá hierarchicky, tj. zvláště se řídí přenosová soustava (Energy management system) a distribuční soustava (Distribution management system).
Základní funkce dispečerského řízení jsou součástí systému SCADA, tj. zobrazování a povelování provozního stavu soustavy.
Vyšší funkce dispečerského řízení jsou nadstavbou systému SCADA, tj.:
- odhad stavu (State Estimation) – výpočet eliminující chyby dálkových měření a signalizací, tj. vytváří fyzikálně konzistentní provozní stav soustavy, sloužící jako podklad následujících funkcí:
- chod sítě (Load Flow) – výpočet ustáleného chodu sítě modelující provozní stav soustavy,
- zkratové poměry (Short-circuit Calculation) – výpočet zkratových poruchových proudů v soustavě sloužící pro nastavení ochran,
- kontingenční analýza (Contingency Analysis) – výpočet bezpečnosti provozního stavu soustavy modelující následky výpadků jednotlivých prvků soustavy,
- citlivostní analýza (Sensitivity Analysis) – výpočet míry vlivu změny jednoho parametru soustavy na změny ostatních parametrů soustavy,
- redispečink činných výkonů – návrh optimální skladby dodávek činného výkonu zdrojů do soustavy s cílem minimalizace ztrát soustavou přenášeného činného výkonu, kde navržené výkony jsou udržovány tzv. primární regulací činného výkonu prováděnou regulací hnacího momentu turbosoustrojí,
- redispečink jalových výkonů – návrh optimální skladby dodávek jalového výkonu zdrojů do soustavy s cílem minimalizace ztrát soustavou přenášeného činného výkonu, tj. tzv. terciární regulace napětí, kde navržená napětí jsou udržována tzv. sekundární regulací napětí prováděnou regulací budících proudů alternátorů,
- rekonfigurace zapojení – návrh optimálního zapojení soustavy s cílem minimalizace ztrát soustavou přenášeného činného výkonu, kde navržené zapojení je určeno stavy spínacích prvků soustavy.
- řazení zdrojů (Unit Commitment) – minimalizace provozních a najížděcích nákladů zdrojů na výrobu příslušného objemu elektrické energie daného predikcí její spotřeby uvažovaného období vzorkovaného zvolenými řezy.

Pozn.: Citlivostní analýza umožní maximální změnu regulovaného parametru soustavy užitím minimálního objemu regulačního výkonu. Všechny tři optimalizační funkce lze užít ke snížení výkonového přetoku přetíženého vedení resp. profilu soustavy tím, že do optimalizačního kritéria zařadíme pouze přetížené vedení resp. profil soustavy místo všech vedení soustavy.

## Systémové a podpůrné služby
Systémové služby slouží k zajištění spolehlivosti dodávky elektrické energie a k zajištění její kvality. Kvalita elektrické energie v síti České republiky je určena definovanými parametry, jako jsou velikost napětí, frekvence, sinusový průběh napětí a symetrie mezi jednotlivými fázemi v třífázové soustavě.
Mezi systémové služby patří:
- Udržování kvality elektřiny
- Udržování výkonové rovnováhy
- Obnovení provozu
- Dispečerské řízení

Zajištění systémových služeb je prováděno skrze tzv. podpůrné služby (PpS), pomocí kterých je možné korigovat rozdíly mezi výrobou a spotřebou elektřiny, a to změnami spotřeby nebo výkonů zdrojů.
Právo, nikoliv povinnost, tyto nabízet PpS má každý subjekt připojený do elektrizační soustavy při splnění technických a obchodních podmínek stanovených provozovatelem přenosové soustavy. V České republice je v současnosti přibližně 20 poskytovatelů PpS.
PpS jsou detailně definovány a popsány ve zmíněném Kodexu PS a lze je rozdělit do tří skupin:
1. PpS nakupované na volném trhu nebo prostřednictvím výběrových řízení:
  - primární regulace frekvence bloku (PR)
  - sekundární regulace výkonu bloku (SR)
  - minutová záloha 5minutová (MZ5)
  - minutová záloha 15minutová (MZ15)
  - minutová záloha 30minutová (MZ30)
  - snížení výkonu (SV30)
2. PpS nakupované prostřednictvím přímé smlouvy s poskytovatelem PpS:
  - sekundární regulace napětí/jalového výkonu (SRUQ)
  - schopnost startu ze tmy (BS)
  - schopnost ostrovního provozu (OP)
3. Výpomoc ze synchronně pracujících soustav:
  - havarijní smlouvy
  - operativní dodávka elektřiny z/do zahraničí (EregZ)